# Halle de Thémines
La halle est un monument historique situé à Thémines dans le département du Lot (Région Occitanie), en France.

## Historique
Les piliers de la halle de Thémines pourraient dater du XVe siècle. La halle est assez semblable à celle de Beauregard qui porte la date de 1604, probablement la date de sa reconstruction.
La halle a été sauvée de la démolition en 1952 et restaurée en 1985.
L'édifice a été classé au titre des monuments historiques le 28 février 1951.

## Description
C'est un édifice sensiblement carré de 8m de côté. 
La toiture est réalisée avec une charpente à enrayure à quatre ans et une couverture en lauze de schiste qui ont probablement été refaites.